# 15 (SOPHIAのアルバム)
『15』（ジュウゴ）は、日本のロックバンド、SOPHIAのセルフカバー・アルバム。

## 概要
- デビュー15周年を記念して発売されたバンド初のセルフカバーのアルバム。
- シングル『Baby Smile』の限定盤に収録された「街-15th Anniversary ver.-」、12枚目のアルバム『BAND AGE』の初回盤に収録されたセルフカバー曲も全て収録している。
- 本作ではSOPHIAと共にプロデュースを務めている亀田誠治は不参加となっている。

## 収録曲
| 全作詞: 松岡充。 |                                                   |           |           |                         |      |
| #                | タイトル                                          | 作詞      | 作曲      | プロデュース            | 時間 |
| 1.               | 「Thank you」                                     | 松岡充    | 松岡充    | 片寄明人 & SOPHIA       | 4:14 |
| 2.               | 「進化論 〜GOOD MORNING! -HELLO! 21st-CENTURY〜」 | 松岡充    | 松岡充    | シライシ紗トリ & SOPHIA | 4:41 |
| 3.               | 「KURU KURU」                                     | 松岡充    | 豊田和貴  | 平出悟 & SOPHIA         | 4:42 |
| 4.               | 「街 -15th Anniversary ver.-」                    | 松岡充    | 松岡充    | 平出悟 & SOPHIA         | 5:09 |
| 5.               | 「SUNNY DAY」                                     | 松岡充    | 豊田和貴  | シライシ紗トリ & SOPHIA | 3:51 |
| 6.               | 「Maybe」                                         | 松岡充    | 都啓一    | 平出悟 & SOPHIA         | 4:30 |
| 7.               | 「Place〜」                                       | 松岡充    | 松岡充    | 平出悟 & SOPHIA         | 4:26 |
| 8.               | 「ヒマワリ」                                      | 松岡充    | 豊田和貴  | 片寄明人 & SOPHIA       | 4:55 |
| 9.               | 「黒いブーツ 〜oh my friend〜」                   | 松岡充    | 松岡充    | 片寄明人 & SOPHIA       | 4:20 |
| 10.              | 「ゴキゲン鳥 〜crawler is crazy〜」               | 松岡充    | 都啓一    | 平出悟 & SOPHIA         | 4:18 |
| 11.              | 「ビューティフル」                                | 松岡充    | 松岡充    | 片寄明人 & SOPHIA       | 4:39 |
| 12.              | 「君と揺れていたい」                              | 松岡充    | 豊田和貴  | シライシ紗トリ & SOPHIA | 6:12 |
| 13.              | 「eye」                                           | 松岡充    | 都啓一    | シライシ紗トリ & SOPHIA | 5:36 |
| 14.              | 「Like forever」                                  | 松岡充    | 都啓一    | 片寄明人 & SOPHIA       | 4:58 |
| 15.              | 「CIRCUS」                                        | 松岡充    | 松岡充    | 片寄明人 & SOPHIA       | 5:12 |
| 合計時間:        | 合計時間:                                         | 合計時間: | 合計時間: | 71:43                   |      |

### 解説
1. Thank you
17thシングル
2. 進化論 〜GOOD MORNING! -HELLO! 21st-CENTURY〜
14thシングル
3. KURU KURU
15thシングル
4. 街 -15th Anniversary ver.-
5thシングルであり、35thシングル「Baby Smile」の限定盤のカップリングに収録されたもの。
5. SUNNY DAY
7thアルバム『進化論』収録曲で、12thアルバム『BAND AGE』の初回限定盤に収録されたもの。
6. Maybe
3rdアルバム『Kiss the Future』収録曲で、12thアルバム『BAND AGE』の初回限定盤に収録されたもの。
7. Place〜
10thシングル
8. ヒマワリ
1stシングル
9. 黒いブーツ 〜oh my friend〜
8thシングルで、12thアルバム『BAND AGE』の初回限定盤に収録されたもの。
10. ゴキゲン鳥 〜crawler is crazy〜
7thシングル
11. ビューティフル
9thシングル
12. 君と揺れていたい
6thシングルで、12thアルバム『BAND AGE』の初回限定盤に収録されたもの。
13. eye
3rdアルバム『Kiss the Future』収録曲で、12thアルバム『BAND AGE』の初回限定盤に収録されたもの。
14. Like forever
1stアルバム『BOYS』収録曲
15. CIRCUS
4thアルバム『little circus』収録曲